# MH Kiss József 86. Helikopterdandár
Az MH Kiss József 86. Helikopterdandár feladatai közé tartozik a szárazföldi csapatok légi támogatása, hadműveleti és gyakorló repülések, légi kutatás-mentés, katonai és gazdasági célú légi szállítások, hajózó és repülőműszaki oktatás, részvétel a NATO Flying Training in Canada programban, készenléti szolgálatok, harcászati légideszant-feladatok, természeti csapások és ipari és környezeti katasztrófák következményeinek felszámolása, az ellátás-utaltság rendben kijelölt szervezetek logisztikai támogatása, állami és katonai felső vezetők légi szállítása, a katonairepülő-hagyományok ápolása, a Szolnoki Repüléstörténeti Kiállítóhely fenntartása és a kiállított technikai eszközök karbantartása.

## Fegyverzete
- 6+2 db Mi-24 P/V harci helikopter
- 20 db H145M többfeladatú könnyű helikopter
- 16 db H225M közepes szállítóhelikopter (leszállítás alatt)
- 5 db Mi-17 közepes szállítóhelikopter
- 2 db Eurocopter AS 350 Écureuil kiképző helikopter

## Története
A Szolnok melletti nagy múltú repülőtéren az 1940-es évek elejétől folyamatosan állomásoznak katonai repülők. Az MH 86. Szolnok Helikopter Bázis, a megszűnő MH 86. Szolnok Helikopter Ezred jogutódja, 2007. március 1-jén kezdte meg működését. A HM Honvéd Vezérkar főnökének 14/2005. számú parancsának megfelelően a bázis neve 2005 májusától az első világháború legeredményesebb magyar vadászpilótájának tiszteletére ittebei Kiss József hadnagy Helikopter Bázis lett.
Parancsnok: Dr. Bali Tamás ezredes (2022. október 1-től)
2008. január 31-én Törökszentmiklós mellett az egység egyik Mi–8-as helikoptere szenvedett balesetet, amelyben egy katona meghalt, ketten súlyosan, egy ember pedig könnyebben megsérült.
A szállítóhelikopter-zászlóalj 2016. november 26. óta Rubik Ernő repülőgép-tervező nevét viseli.
2021-ben, 52 év aktív szolgálat után kivonták az utolsó Mi-8-as helikoptert is, amely Szolnokon szolgált.
A haderő-átszervezés következtében 2023. január 1-jétől új nevet és hadrendi számot visel: MH Kiss József 86. Helikopterdandár.

## Vezető állomány
- Dr. Bali Tamás ezredes, parancsnok
- Rolkó Zoltán ezredes, parancsnokhelyettes
- Simon Zsolt ezredes, parancsnokhelyettes
- Réz Levente ezredes, törzsfőnök
- Budavári Ádám törzszászlós, megbízott vezénylőzászlós

## Kapcsolódó szócikk
- MH 86. Szolnok Helikopter Ezred